# Timo Korhonen (mikrobiolog)
Timo Kalervo Korhonen, född 20 oktober 1949 i Helsingfors, är en finländsk mikrobiolog.
Korhonen blev filosofie doktor och docent 1981 samt professor i allmän mikrobiologi vid Helsingfors universitet 1989. Hans forskning gäller särskilt de invasionsproteiner, genom vilka sjukdomsalstrande bakterier passerar kroppens cell- och vävnadsbarriärer, men även normala eller nyttiga tarmbakteriers adhesion till epitelet. 